# A.Ş.K.
A.Ş.K. (Amor en español), conocida en algunos países como El precio del amor o Amor, es una serie de televisión turca de 2013, producida por Gold Film y emitida por Kanal D.

## Trama
Azra Özak (Hazal Kaya) es una ambiciosa joven entrenadora de tenis. Junto con su novio Kerem (Hakan Kurtaş), trabaja en una exclusiva academia de deportes. La vida de ambos cambia drásticamente cuando conocen a Şebnem Vural (Aslı Tandoğan), una joven millonaria. Un día, Şebnem se desmaya durante una clase de tenis y su secreto es revelado; sufre de leucemia y pronto morirá. Azra descubre esto y maquinará un plan para heredar la fortuna de Şebnem.

## Reparto
- Hazal Kaya como Azra Özak (Sara, en doblaje al español).
- Aslı Tandoğan como Şebnem Vural (Selenia, en doblaje al español).
- Hakan Kurtaş como Kerem Gürsoy (Ismael, en doblaje al español).
- Nebahat Çehre como Neslihan Vural (Eleonor, en doblaje al español).
- Kaan Urgancıoğlu como Can Vural (Raúl, en doblaje al español).
- Tugay Mercan como Orhan (Óscar, en doblaje al español).
- Sevtap Özaltun como Ece (Ilse, en doblaje al español).
- Kenan Ece como Hakan Yıldız (Hernán, en doblaje al español).
- Nihal Koldaş como Sırma Gürsoy (Irma, en doblaje al español).
- Elit İşcan como Semra Özak (Carmen, en doblaje al español).
- Servet Pandur como Müzeyyen Özak (Margarita, en doblaje al español).
- Şebnem Köstem como Sedef (Sofía, en doblaje al español).
- Erkan Can como Rıza Gürsoy (Néstor, en doblaje al español).
- Osman Akça como Hasan (Héctor, en doblaje al español).
- Güneş Emir como Melis (Melisa, en doblaje al español).
- Gökay Müftüoğlu como Fırat (Iván, en doblaje al español).
- Atilla Karagöz como Dr. Selim (Dr. Samuel, en doblaje al español).